# 玛丽亚·玛格达列娜·杜米特拉凯
玛丽亚·玛格达列娜·杜米特拉凯（羅馬尼亞語：Maria Magdalena Dumitrache，1977年5月3日—），罗马尼亚女子赛艇运动员。她曾代表罗马尼亚参加2000年夏季奥林匹克运动会赛艇比赛，获得女子八人单桨有舵手金牌。